# Bosques montanos de coníferas de Sayan
La ecorregión de bosques montanos de coníferas de Sayan (WWF ID: PA0519) abarca los niveles de altitud media de las montañas de Sayan, la alta cordillera situada entre la taiga de Siberia, Rusia al norte, y las estepas de Mongolia al sur. Las laderas de las montañas en las altitudes medias están cubiertas por bosques templados de coníferas. La ecorregión se encuentra en el reino paleártico, con un clima frío semiárido.Ocupa una superficie de 35.741.835 km2.

## Ubicación y descripción
La ecorregión se extiende unos 2.500 km desde los montes Kuznetsk Alatau, en el oeste, pasando por las cordilleras occidental y oriental de Sayan, hasta las orillas sudorientales del lago Baikal. La ecorregión abarca las altitudes medias boscosas de las montañas, con un límite inferior que oscila entre los 600 y los 900 metros sobre el nivel del mar (dependiendo de las condiciones locales), y un límite superior de 1.800 metros. Esta ecorregión es de gran biodiversidad, debido a su posición en las líneas de encuentro de las zonas climáticas y florísticas, y a los numerosos microclimas creados por el terreno montañoso y los empinados valles fluviales.

## Clima
Debido a su altitud y distancia del océano, la ecorregión tiene un clima subártico ( clasificación climática de Köppen Dfc). Esto indica un clima continental caracterizado por veranos cortos y frescos, e inviernos muy fríos y largos, con grandes diferencias entre las temperaturas diurnas y nocturnas. Esta región también está muy influenciada por las altas presiones barométricas sobre Mongolia. Los montes Altái, situados al oeste de la ecorregión, captan la humedad de los vientos del oeste; en consecuencia, las precipitaciones son más elevadas en la parte occidental de la ecorregión que en la parte oriental, más seca.

## Flora y fauna
El cinturón forestal de altitud media puede dividirse en tres subzonas. La más alta es la zona de "Taiga de hoja de agujas claras y dispersas" (1.400 a 1.800 metros), un bosque de dosel abierto de Larix sibirica (alerce de Siberia), con notables capas de arbustos y hierbas. La zona de "Taiga de hoja de agujas oscuras " (900 a 1.400 metros) está dominada por Abies sibirica (abeto siberiano) y rodales de Pinus sibirica (pino siberiano) y Picea obovata (abeto siberiano). La zona de 'taiga oscura' (600 metros a 900 metros) tiene los mismos árboles que la subzona media, pero capas de arbustos y pasto más desarrolladas verticalmente, y un suelo más rico. En la ecorregión se registran más de 800 especies de flora.

## Protecciones
Las áreas protegidas oficialmente en la región incluyen:
- Reserva natural de Altái ("Altaisky"). Una "reserva ecológica estricta" (un zapovédnik) de clase Ia de la UICN situada en el norte y el este de la República de Altái. (Superficie: 8.812 km2).
- Reserva natural Baikal ("Baikalsky"). Una "reserva ecológica estricta" de clase Ia de la UICN (un zapovédnik ) ubicada en la orilla sureste del lago Baikal y la parte central vecina de la cordillera Khamar-Daban, en el sur de Buriatia. (Área: 1.657 km2 ).
- Reserva natural de Jakasia ("Khakassky"). Una "reserva ecológica estricta" de clase Ia de la UICN (un zapovédnik ) que cubre dos grandes áreas montañosas (alpina y estepa montañosa), y un grupo de siete sitios esteparios ubicados dentro de la margen izquierda de la Minusinsk. (Área: 2.675 km 2 ).
- Reserva natural de Kuznetsk Alatau . Una "reserva ecológica estricta" de clase Ia de la UICN (un zapovednik ) ubicada en Kuznetsk Alatau, una cadena montañosa en la región montañosa de Altái-Sayan en el suroeste de Siberia, en la cuenca del río Tom y el río Chuly . (Área: 4.129 km2).
- Reserva natural Sayano-Shushenski . Una "reserva ecológica estricta" de clase Ia de la UICN (un zapovédnik ) ubicada en un área remota de las montañas de Sayan Occidental en el sur de Siberia, en la orilla sur del río Yeniséi a lo largo del embalse de Sayano-Shushenskoye. (Área: 3.904 km2 ).
- Parque nacional Shorsky . Una "reserva ecológica estricta" de clase Ia de la UICN (un zapovédnik ) ubicada donde la llanura de Siberia Occidental se encuentra con la montaña de Siberia del Sur. (Área: 4.180 km2 ).
- Parque nacional Shushensky Bor . Una "reserva ecológica estricta" de clase Ia de la UICN (un zapovédnik ) ubicada en el extremo suroeste de Siberia, en las estribaciones del norte de las montañas occidentales de Sayan. (Área: 392 km2 ).
- Parque nacional Tunkinsky . Una "reserva ecológica estricta" de clase Ia de la UICN (un zapovédnik ) ubicada en una región montañosa centrada en el valle del río Irkut (también conocido como el valle de Tunka) que continúa desde el valle del rift del lago Baikal al suroeste hasta la frontera con Mongolia. (Área: 11.837 km2 ).
- Reserva de la biosfera Ubsunur Hollow . Una "reserva ecológica estricta" de clase Ia de la UICN (un zapovédnik ) ubicada en una frágil depresión montañosa ubicada en la frontera territorial de Mongolia y la República de Tuvá en la Federación Rusa entre las montañas: las montañas Tannu-Ola y la región de las montañas de Altay.  (Área: 10.688 km2).
- Parque nacional del Lago Khövsgöl (Mongolia). El parque cubre el territorio que rodea el lago Jovsgul, el lago de agua dulce más grande de Mongolia (más de 2 590 km2) y un promedio de más de 137 m de profundidad). (Área: 8,381 km2)
- Parque Nacional Tengis-Shishged (Mongolia). Cubre la parte inferior del río Shishged como si fluyera hacia el oeste desde el valle de Darjad en el norte de Mongolia. El paisaje es uno de altos picos con laderas empinadas y amplios valles glaciares. (Área: 8.757 km2)